# 克里斯·康托斯
克里斯·康托斯（英語：Chris Kontos，1963年12月10日—），加拿大男子冰球运动员，场上位置是前锋。他曾代表加拿大国家队参加1994年冬季奥林匹克运动会冰球比赛，获得一枚银牌。